# Dicarbollid

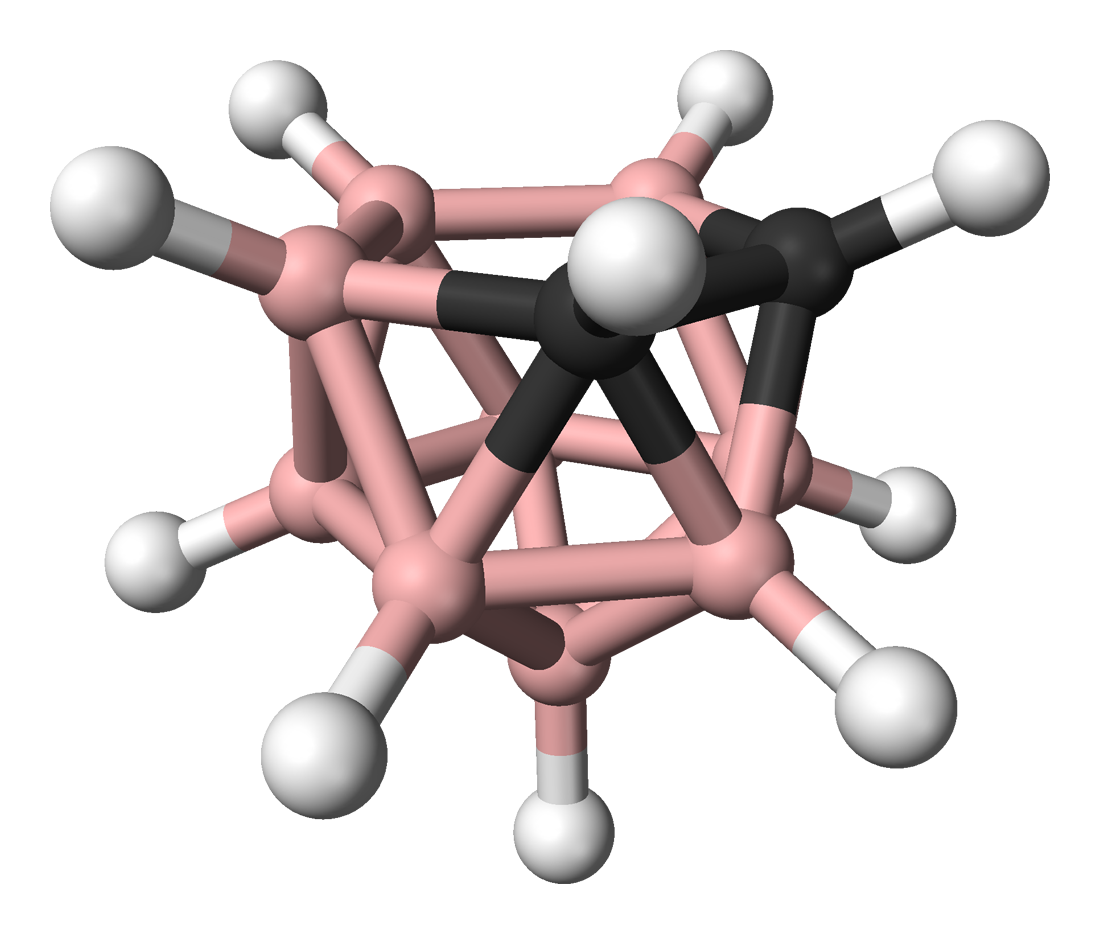
Käfigstruktur des Dicarbollids

Dicarbollid (B9C2H112−) ist ein nido-Carboran-Anion, welches aus B10C2H12 formal durch Entfernen eines BH2+-Fragments gewonnen wird. Dicarbollid ist ein sehr guter Ligand für Übergangsmetalle, da es isolobal zum Cyclopentadienyl-Anion ist. Wie dieses bildet es mit Metallen „Sandwich“-Strukturen, wobei das Metall ober- und unterhalb von je einem Anion koordiniert wird.

## Herstellung
Das Natriumsalz des Dicarbollids kann durch zweistufige Umsetzung des Carborans B10C2H12 mit Natriumethanolat und nachfolgender Reduktion mit Natriumhydrid erhalten werden:
{\displaystyle \mathrm {B_{10}C_{2}H_{12}\ +\ 2\ EtOH\ +\ NaOEt\longrightarrow \ Na[B_{9}C_{2}H_{12}]\ +\ B(OEt)_{3}\ +\ H_{2}} }
{\displaystyle \mathrm {Na[B_{9}C_{2}H_{12}]\ +\ NaH\longrightarrow \ Na_{2}[B_{9}C_{2}H_{11}]\ +\ H_{2}} }